# Томпсън Фолс
Томпсън Фолс (на английски: Thompson Falls) е град в окръг Сандърс, щата Монтана, САЩ. Томпсън Фолс е с население от 1321 жители (2000) и обща площ от 4,8 km². Намира се на 779 m надморска височина. ЗИП кодът му е 59873, а телефонният му код е 406.